# Potter Lake
Potter Lake és una concentració de població designada pel cens dels Estats Units a l'estat de Wisconsin. Segons el cens del 2000 tenia 1.099 habitants.

## Demografia
Segons el cens del 2000, Potter Lake tenia 1.099 habitants, 415 habitatges, i 331 famílies. La densitat de població era de 300,9 habitants per km².
Dels 415 habitatges en un 34,9% hi vivien nens de menys de 18 anys, en un 72% hi vivien parelles casades, en un 4,3% dones solteres, i en un 20,2% no eren unitats familiars. En el 17,1% dels habitatges hi vivien persones soles el 4,1% de les quals corresponia a persones de 65 anys o més que vivien soles. El nombre mitjà de persones vivint en cada habitatge era de 2,65 i el nombre mitjà de persones que vivien en cada família era de 2,98.
Per edats la població es repartia de la següent manera: un 24,4% tenia menys de 18 anys, un 6,6% entre 18 i 24, un 30,7% entre 25 i 44, un 29,5% de 45 a 60 i un 8,8% 65 anys o més.
L'edat mediana era de 40 anys. Per cada 100 dones de 18 o més anys hi havia 106,7 homes.
La renda mediana per habitatge era de 54.427 $ i la renda mediana per família de 56.528 $. Els homes tenien una renda mediana de 37.460 $ mentre que les dones 22.500 $. La renda per capita de la població era de 20.817 $. Aproximadament el 4,6% de les famílies i el 5,2% de la població estaven per davall del llindar de pobresa.

## Poblacions més properes
El següent diagrama mostra les poblacions més properes.